# Cladonia cartilaginea
Cladonia cartilaginea Müll. Arg. (1880), è una specie di lichene appartenente al genere Cladonia,  dell'ordine Lecanorales.
Il nome proprio deriva dal latino cartilagineus, che significa che ha la consistenza o l'aspetto della cartilagine.

## Caratteristiche fisiche
I podezi sono di norma non ramificati, o con piccole ramificazioni divaricate, raramente con apotecio. Lo stereoma è molto duro, spoglio per la maggior parte della lunghezza.
Il fotobionte è principalmente un'alga verde delle Trentepohlia.
All'esame cromatografico sono state rilevate tracce di acido fumarprotocetrarico

## Habitat
Rinvenuto su suoli e legni marcescenti

## Località di ritrovamento
La specie è stata rinvenuta nelle seguenti località:
- Brasile (Paraná, Rio Grande do Sul);
- Costa Rica
- El Salvador
- Panama
- Venezuela

## Tassonomia
Questa specie appartiene alla sezione Helopodium; attualmente questa sezione viene suddivisa dai lichenologi in 5 aggregati, uno dei quali, monofiletico, contiene la C. cartilaginea, insieme a C. peziziformis, C. neozelandica e C. nana; a tutto il 2008 non sono state identificate forme, sottospecie e varietà.